# 켈틱 프로스트

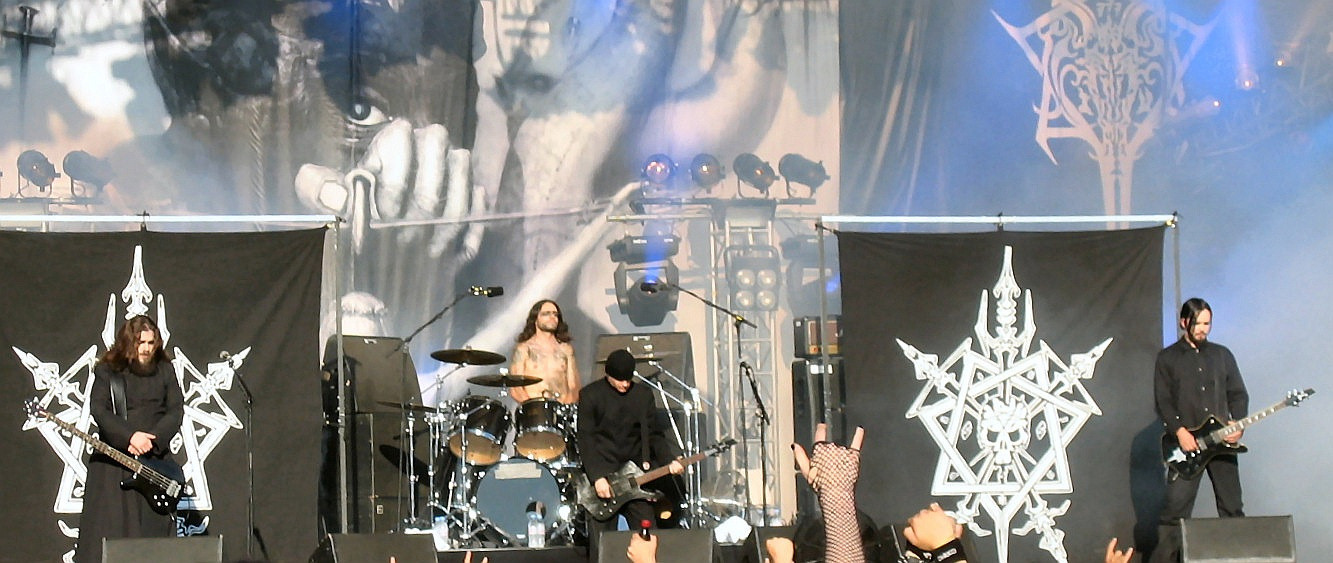

켈틱 프로스트(Celtic Frost, /ˈkɛltɪk frɒst/)는 1984년, 스위스 취리히에서 결성한 익스트림 메탈 밴드이다. 그들은 익스트림 메탈씬에 많은 영향을 준 밴드 중 하나로 꼽힌다.

## 역사
1982년, 켈틱 프로스트의 전 리더이자 기타리스트, 보컬이었던 톰 가브리엘 피쳐(Tom Gabriel Fischer)(스테이지 명: 톰 워리어)는 베이시스트 스티브 워리어와 함께 헬햄머라는 이름의 초기 익스트림 메탈 밴드를 구성하고, 얼마 후 스티브 워리어는 마틴 에릭 아인(Martin Eric Ain: 가명)으로 교체되었다. 국제적으로 곳곳에 팬들이 생긴 그들은, 1984년, 독일의 노이즈 레코드사와 계약을 하고 데뷔 EP인 《Apocalyptic Raids》를 발매했다.
1984년 5월, 헬햄머는 해체되었고 피쳐와 아인, 그리고 세션드러머였던 스테픈 프리슬리(Stephen Priestly)가 모여 켈틱 프로스트라는 이름의 밴드를 결성했다. 1984년에 발매한 그들의 데뷔 음반 《Morbid Tales》는 언더그라운드 씬에서 상당한 성공을 거두고, EP 《Emperor's Return》를 발매한 후 밴드는 독일과 오스트리아를 가로지르는 첫 번째 투어를 돌았다.
그들의 음반 중 가장 많은 영향을 끼친 음반으로 1985년 발매한 《To Mega Therion》과 1987년의 《Into the Pandemonium》이 꼽히는데, 이 음반들은 새롭고 다양한 사운드를 들려줘 언더그라운드 음악 씬에 있어 회전축 같은 역할을 했다는 평가를 받는다. 켈틱 프로스트는 또한 베이더, 바소리 등의 밴드와 함께 블랙 메탈의 선구자로도 꼽히는데, 이들은 고전 음악 악기와 화음을 맞추거나 오페라식 보컬과 샘플링을 넣으며 더욱더 실험적인 면모를 보여줘, 아방가르드-메탈이라는 새로운 장르로 불리기도 했다.